# Уилард Либи
 Уилард Франк Либи (на английски: Willard Frank Libby) е американски химик, носител на Нобелова награда за химия (1960).

## Биография
Уилард Либи е роден на 17 декември 1908 в Колорадо. Той завършва гимназия през 1926. През 1927 се премества в университета Бъркли, където учи до 1933, взимайки бакалавърска и докторска степен. Уилард Либи започва работа във факултета по химия към същия университет и през следващите десет години расте в кариерата, като става отначало асистент, а по-късно и професор по химия. В края на Втората световна война през 1945 приема поста на професор във факултета по химия в Института за ядрени изследвания (днес институт „Енрико Ферми“) към университета в Чикаго. На 30 юни 1959 Либи напуска Чикаго, за да стане професор по химия в Калифорнийския университет в Лос Анджелис, където през 1962 става директор на Института по геофизика и планетарна физика. Той умира на 8 септември 1980.
По време на войната работи за проекта Манхатън, като усъвършенства метод за сепарация на изотопи на урана чрез газова дифузия.
Най-известни са научните резултати на Либи, свързани с радиовъглеродното датиране. Още от 1939 г. е установено, че космическите лъчи създават потоци неутрони при попадане в атмосферата на Земята. Атмосферният азот ги поглъща и се разпада до радиоактивния въглерод-14. Либи прави извод, че следи от въглерод-14 винаги съществуват в атмосферния въглероден диоксид. А тъй като последният непрекъснато се поглъща от растенията и става част от техните тъкани, растенията също трябва да съдържат следи от въглерод-14. Подобни разсъждения важат и за животните, хранещи се с растения. След като някой организъм умре, количеството въглерод-14 в неговите тъкани спира да нараства, а наличното количество започва да се разпада с постоянна скорост. Периодът на полуразпад на въглерод-14 е определен от Мартин Кеймън (Martin D. Kamen) на 5730 години, което дава възможност да се определи възрастта на организмите.
През 1946 г. Либи предлага метода за радиовъглеродно датиране, за който е удостоен с Нобелова награда за химия през 1960 г.